# Munford (Alabama)
Munford – miasto w Stanach Zjednoczonych, w stanie Alabama, w hrabstwie Talladega. W roku 2023 miasto zamieszkiwały 1343 osoby, a gęstość zaludnienia wynosiła 235,6 osoby/km²².